# ناحیه عین الحمام
ناحیه عین الحمام (به عربی: دائرة عین الحمام) یک ناحیه‌ در الجزایر است که در استان تیزی وزو واقع شده‌است.